# 세지마 가즈요

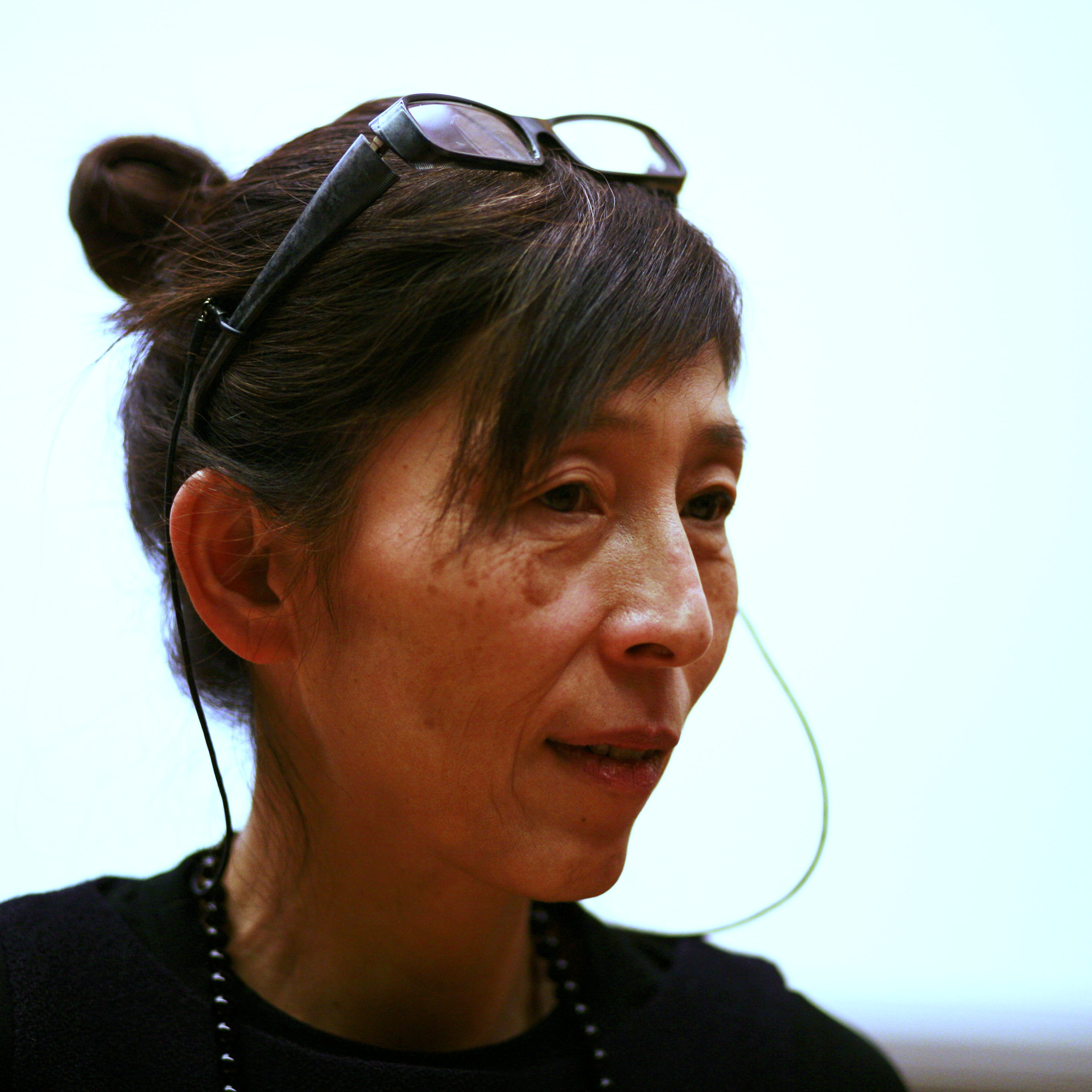
세지마 가즈요

세지마 가즈요(일본어: 妹島和世, 1956년 10월 29일 ~ )는 일본의 건축가이다. 건축 사무소 SAANA를 이끌고 있으며 프리츠커상을 수상한 두 번째 여성이다. 동업자 니시자와 류에와 함께 독일, 스위스, 네덜란드, 영국, 스페인 등지에서 건축 활동을 하고 있으며 대표작으로 EPFL 롤렉스 센터와 뉴욕 뉴 뮤지엄 등이 있다.
일본 여자 대학, 다마 미술 대학에서 객원 교수로도 활동한다. 일본 건축 학회상 외 다수 수상하였다.

## 활동
세지마의 작업은 유리 혹은 대리석과 같은 말끔한 표면을 가진 재료를 가지고 이뤄지는 경향이 있다. 그가 설계한 건물은 표면과 구성적 측면에서 곡선의 집합을 보여주며, 주변 경관과 잘 어우러진다는 평가를 받는다. 얇고 투명한 유리를 많이 사용하며 자연 채광을 통해 건물 내외부의 유기적인 전환을 달성하려고 한다. 세지마가 사용하는 투명한 재료는 건물 안에 있는 사람이 밖을 내다보게 하면서 동시에 건물 내부로 반사된 바깥 세상의 모습을 경험하게 만든다.